# Цыганок, Александр Николаевич
Александр Николаевич Цыганок (род. 2 сентября 1956 года, Шахты, Ростовская область, СССР) — белорусский музыкант, преподаватель. Блюзмен, лидер группы Al Narrator Orchestra.

## Биография
Ещё в детстве учился игре на фортепиано и самостоятельно овладел гитарой. Первые выступления на сцене прошли в 1974 году в составе ВИА «Радимичи».
С 1974 по 1975 год — музыкант ВИА «Радимичи», а с 1976 по 1978 год выступал в ВИА «Молодость планеты», и следующие два года — в составе группы «Гонг».
В период прохождения службы в армии — музыкант борисовского ансамбля песни и танца «Тачанка».
В 1983 году создал коллектив «Кофейные разговорчики» и уже в 1993 году основал группу «Narrator», которая в 2004 году трансформировалась в «Al Narrator Orchestra».
B 2008 году в рамках фестиваля «Минск Блюз 2008», провёл цикл программ под названием «История блюза с Александром Цыганком».
C 1993 по сегодняшний день преподаёт игру на гитаре в Гомельском областном Дворце молодёжи.

## Известные ученики
- Александр Ураков, гитарист группы «Gods Tower»;
- Сергей Курек;
- Юлия Петрушкевич, музыкант группы «Mojo Blues»[1];
- Александр «Мак Брайт» Бондарев, музыкант группы «Old Shoes»;
- Игнат Жердецкий, музыкант группы «Бифолк»;
- Азнаур Симонян;
- Дмитрий Кублашвили;
- Дмитрий Иванов, вокалист группы «Аддис Абеба»;
- Владимир Перегудов, музыкант группы «Бан Жвирба»;
- Руслан Торгонский, бас-гитарист группы «Бан Жвирба»;
- Олег Тихонов, музыкальный продюсер
- Хаким Талабульма, музыкант группы «sayNO».

## Дискография
- Александр Narrator Цыганок «Drifting Among The Crowd»[3];
- Al Narrator Orchestra «The Tunes of Yestertimes», 2007 г.[10];
- Компиляционный кавер-диск «Big River Songs», 2002 г.

## Фестивали
- 2011, «Ob, la, ki — Ob, la-ka»[11];
- 2008, «Минск Блюз»;
- 2009, «Минск Блюз»[12];
- 1994, Saint Amant Rock Cavibre (в составе «Кофейные разговорчики»), Франция;
- 1996, Alternative Scotland Festival — Aberdeen (в составе фолк-модерн гр."Скарб"), Великобритания;
- 1996, «Блюз жыве у Мінску» — Минск (в составе «Narrator»), Беларусь;
- 1997, «Make Blues not War» (в составе «Narrator»), Украина;
- 1997, «Блюз жыве у Мінску — 2»;
- 2004, «Noc Bluesowa» — Rawa Mazoviecka" (в составе дуэта «Один блюз Один» с Александром «Мак Брайтом» Бондаревым), Польша;
- 2005, «Noc Bluesowa» — Rawa Mazoviecka" (в составе «Al Narrator orchestra»), Польша;
- 2005, «Zaduzhki Bluezove» — Bialystok (в составе «Al Narrator orchestra»), Польша;
- 2011, «Show Europe, Show Belarus» — Tallinn (в составе «Al Narrator orchestra»), Польша.